# HD 64379
HD 64379，又名CD-34 4036，SAO 198540、HR 3079，是一颗恒星，视星等为5.01，位于銀經250.27，銀緯-3.88，其B1900.0坐标为赤經7h 48m 31.5s，赤緯-34° -3.88′ 14″。